# Hubert Sattler (Mediziner)

Hubert Sattler

Hubert Sattler (* 9. September 1844 in Salzburg; † 15. November 1928 in Leipzig) war ein österreichischer Augenarzt. Er wirkte als Professor für Augenheilkunde an verschiedenen Universitäten, darunter von 1891 bis 1920 an der Universität Leipzig, und beschäftigte sich insbesondere mit Krebserkrankungen des Auges sowie dessen Anatomie.

## Leben
Hubert Sattler wurde 1844 als Sohn des Landschaftsmalers Hubert Sattler in Salzburg geboren. Sein Großvater war Johann Michael Sattler, der Schöpfer des Sattler-Panoramas. Er promovierte 1869 nach einem Studium der Medizin, das er von 1863 bis 1868 an der Universität Wien absolvierte, und war anschließend in Wien unter Theodor Billroth und Ferdinand von Arlt als Unterassistent beziehungsweise Assistent tätig. Nach einer Studienreise, die ihn 1873 unter anderem nach Prag, Breslau, Berlin, Utrecht, London und Paris führte, wurde er 1876 an der Wiener Universität für das Fach Augenheilkunde habilitiert und bereits ein Jahr später zum ordentlichen Professor an die Universität Gießen berufen.
In Gießen lernte er auch seine Frau kennen: Tilde Will (geb. 1855) war eine Tochter des Chemikers Heinrich Will. Der gemeinsame Sohn Carl Hubert Sattler folgte den Interessen seines Vaters und wurde später Professor für Augenheilkunde an der Universität Königsberg. Im Jahr 1879 wechselte Hubert Sattler an die Universität Erlangen und sieben Jahre später an die Universität Prag. 1891 wurde er als Nachfolger von Ernst Adolf Coccius Professor und Direktor der Augenklinik an der Universität Leipzig, an der er bis 1920 tätig war und in den Jahren 1896/1897, 1905/1906 sowie 1913/1914 auch als Dekan der medizinischen Fakultät fungierte. Er starb 1928 in Leipzig.

## Wirken
Hubert Sattler, der 1895 zum Geheimen Medizinalrat ernannt wurde und bis fast an sein Lebensende wissenschaftlich tätig war, widmete sich vor allem den onkologischen Erkrankungen des Auges und der Sehnerven sowie der normalen und der pathologischen Anatomie des Auges. Darüber hinaus entwickelte er ein vereinfachtes Verfahren zur operativen Behandlung von Kurzsichtigkeit. Ab 1888 war er Mitherausgeber von Albrecht von Graefe´s Archiv für Ophthalmologie.

## Werke (Auswahl)
- Ueber die sogenannten Cylindrome und deren Stellung im onkologischen Systeme. Berlin 1874
- Ueber den feineren Bau der Chorioidea des Menschen nebst Beiträgen zur pathologischen und vergleichenden Anatomie der Aderhaut. Reihe: Albrecht von Graefe´s Archiv für Ophthalmologie. Band XXII. Berlin 1876
- Die Trachombehandlung einst und jetzt. Berlin 1891
- Gemeinsam mit Rudolf Berlin: Die Krankheiten der Orbita. In: Alfred Graefe und Theodor Saemisch: Handbuch der gesamten Augenheilkunde. Erste Auflage.  Band 6, Leipzig 1880
- Die Basedow´sche Krankheit. In: Alfred Graefe und Theodor Saemisch: Handbuch der gesamten Augenheilkunde. Zweite Auflage.  Band 9, Leipzig 1909/1910
- Die bösartigen Geschwülste des Auges. Leipzig 1926